# Ivalee
Ivalee est une census-designated place située dans le comté d'Etowah, dans l’État de l’Alabama, aux États-Unis. Sa population s’élevait à 879 habitants lors du recensement de 2010.